# Ивреа
Ивреа (итал. Ivrea) је важан град у северној Италији. То је и други по величини град округа Торино у оквиру италијанске покрајине Пијемонт.
Град Ивреа је познат по некада познатом произвођачу машина за куцање "Оливети".

## Природне одлике
Град Ивреа налази се у крајње западном делу Падске низије, на 80 км северно од Торина. Град се налази у валовитом крају, у подножју Алпа, на приближно 250 m надморске висине. Кроз град протиче река Дора Балтеа, у коју се на подручју града улива више потока.

## Становништво
Према резултатима пописа становништва 2011. у општини је живело 23.592 становника.
| 1931.  | 1936.  | 1951.  | 1961.  | 1971.  | 1981.  | 1991.  | 2001.  | 2011.  |
| ------ | ------ | ------ | ------ | ------ | ------ | ------ | ------ | ------ |
| 15.115 | 14.657 | 17.740 | 23.986 | 29.152 | 27.638 | 24.704 | 23.536 | 23.592 |

Ивреа данас има преко 24.000 становника, махом Италијана. Током протеклих деценија број становника у граду се смањио за 30% због пропасти индустрије.

## Галерија
- Градска катедрала
- Манастир св. Бернарда
- Карневал у граду
- Торањ св. Стевана

## Градови побратими
- Радауци
- Монте
- Линебург